# Baía de Tóquio

A baía de Tóquio vista do espaço, em uma imagem de satélite de outubro de 2018. As penínsulas de Miura (menor) e Bōsō (maior) são visíveis

A Baía de Tóquio é uma grande baía situada no Japão, que banha diversas cidades do país como a capital Tóquio, Yokohama e Chiba. Seu antigo nome era Baía de Edo.
A baía é cercada por duas penínsulas, Bōsō e Miura, a leste e oeste, e sua área total, incluindo o canal de Uraga, é de 1 320 km². Os portos de Tóquio, Yokohama, Chiba, Kawasaki e Yokosuka, são todos localizados dentro da baía. Ela abriga uma única ilha natural em seu interior, Sarushima, além de diversas outras ilhas artificiais criadas nas Eras Meiji e Taisho como fortificações navais. É cercada de áreas de grande ocupação populacional e de importantes indústrias nacionais.

## Expedição Perry
A Baía de Tóquio foi o local da Expedição Perry, que envolveu duas viagens separadas de 1853 a 1854 entre os Estados Unidos e o Japão pelo Comodoro Matthew Perry (1794-1858). Perry navegou em seus quatro "Navios Negros" para a Baía de Edo em 8 de julho de 1853, e iniciou negociações com o xogunato Tokugawa que levaram a um tratado de paz e comércio entre os Estados Unidos e o Japão em 1854.

## Segunda Guerra Mundial
O Instrumento de Rendição Japonês no final da Segunda Guerra Mundial foi assinado em 2 de setembro de 1945, a bordo do USS Missouri (BB-63), que estava ancorado a 35° 21' 17' N 139° 45' 36' E. A bandeira de um dos navios do Comodoro Perry foi trazida do Museu da Academia Naval e exibida na cerimônia.

## Veja Também
- Estuário do Tejo
- Estuário de Clyde
- Estuário Solway